# 南寶科技
南寶科技為原南寶樹脂從事各種食品盒製造與銷售之包裝之第六廠、材料事業部與電子材料事業部，於2004年8月正式由南寶樹脂分割；另成立南寶集團旗下的南寶科技股份有限公司。